# تومابريسي كالونا
كان تومابريسي كالونا أو تومابقريسيق كالونا (Tumapa'risi 'Kallonna أو Tumaparisi Kallonna ) كارينج أو ملكًا في التاريخ المبكر لجوا، حكم من حوالي 1511 إلى أواخر 1546، وأول حاكم وصفه بالتفصيل Gowa Chronicle / سجل تاريخ جوا.  أدخل السجلات والقوانين المكتوبة إلى المملكة، وبدأ في توسعها بغزو وإقامة علاقات مع جيرانها في ماكاسار.  كما كان له الفضل في الإصلاحات الداخلية، بما في ذلك إدخال شابندر أو رئيس الميناء، أول منصب بيروقراطي في المملكة.  في عهد أبنائه وأحفاده الآخرين في القرن السادس عشر، واصلت جوا توسعهاتها وإصلاحاتها وأصبحت القوة البارزة في شبه جزيرة سولاوسي الجنوبية. 

## فهرس
- Bulbeck، Francis David (مارس 1992). A Tale of Two Kingdoms: The Historical Archaeology of Gowa and Tallok, South Sulawesi, Indonesia (PhD thesis). Australian National University.
- Cummings، William P. (1 يناير 2007). A Chain of Kings: The Makassarese Chronicles of Gowa and Talloq. KITLV Press. ISBN:978-9067182874.